# Кутавичюс, Бронюс
Бро́нюс Вайду́тис Кута́вичюс (лит. Bronius Vaidutis Kutavičius; 13 сентября 1932, Молайняй, Паневежское районное самоуправление — 29 сентября 2021, Вильнюс) — литовский композитор и педагог. Заслуженный деятель искусств Литовской ССР (1982).

## Биография
С 1959 по 1964 год учился в Литовской академии музыки и театра, где был учеником Антанаса Рачюнаса. В 1969—1974 годах — преподаватель в Вильнюсском педагогическом институте. С 1975 года — преподаватель в Вильнюсской школе искусств. С 1985 года — преподаватель в Литовской консерватории. Писал музыку к спектаклям и фильмам.

## Сочинения
- опера «Зелёная птица Страздялис» (1981, Каунас)
- детская опера «Костяной старик на Железной горе» (1983, Каунас)
- опера «Медведь»
- опера-балет «Огонь и вера»
- цикл из 4-х ораторий (1986):
  - «Пантеистическая»
  - «Последний языческий обряд»
  - «Из камня ятвяг»
  - «Древо мировое»
- симфония с мужским хором (1973)
- 2 струнных квартета
- соната для 2-х органов «Ad potres» (1983)

## Награды
- 1982 — Заслуженный деятель искусств Литовской ССР
- 1986 — Государственная премия Литовской ССР
- 1995 — Национальная премия Литвы по культуре и искусству
- 1999 — Офицер ордена Великого князя Литовского Гядиминаса
- 1999 — Офицер ордена Заслуг перед Республикой Польша (Польша)[3].
- 2003 — Кавалер Большого креста ордена «За заслуги перед Литвой»[4]

## Личная жизнь
Был женат на литовской шахматистке Вильхельмине Каушилайте.